# Sonneville
Sonneville foi uma comuna francesa na região administrativa da Nova Aquitânia, no departamento de Charente. Estendia-se por uma área de 10,43 km². Em 2010 a comuna tinha 206 habitantes (densidade: 19,8 hab./km²).
Em 1 de janeiro de 2016, passou a formar parte da comuna de Rouillac.